# Viking (Seegebiet)

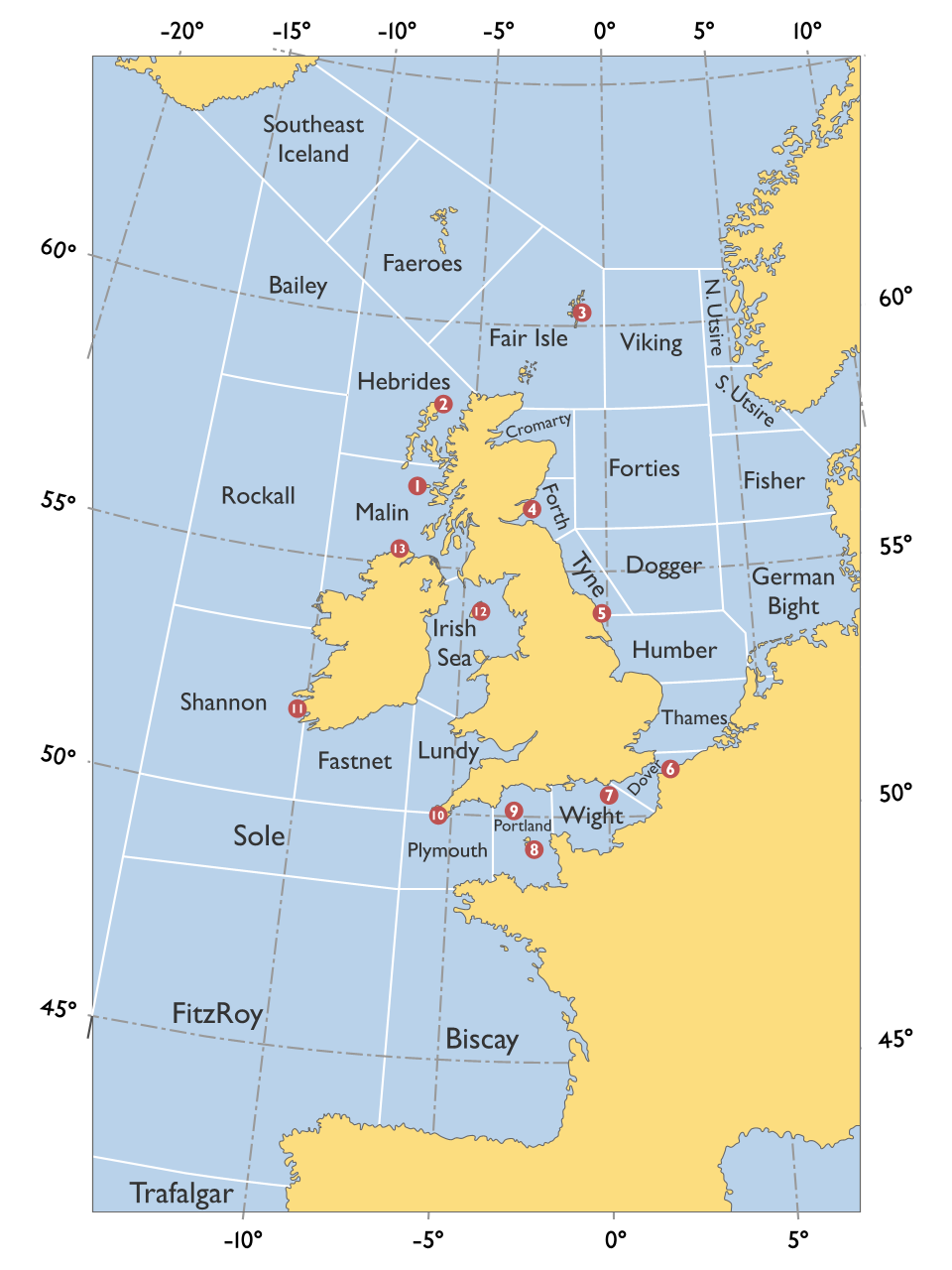
Karte der Seegebiete in Nordsee und Ostatlantik gemäß dem Sprachgebrauch des Seewetterdienstes (Shipping Forecast) der BBC (Skagerrak fehlt)

Das Seegebiet Viking (benannt nach der Vikingbank) liegt ungefähr hundert Kilometer östlich der Shetlandinseln in der Nordsee. Die südliche Grenze zu Forties befindet sich in Höhe des Nordrandes der britischen Insel. Im Osten wird es zur norwegischen Küste hin durch Utsira begrenzt. Die Einteilung in Seegebiete erlaubt eine differenzierte gebietsweise Vorhersage auf See, zum Beispiel für Wetter und Fischvorkommen.
Weitere Seegebiete in der Nordsee:
- Deutsche Bucht
- Dogger
- Fischer
- Skagerrak
- Südwestliche Nordsee
- Viking